# Front Przeciwniemiecki

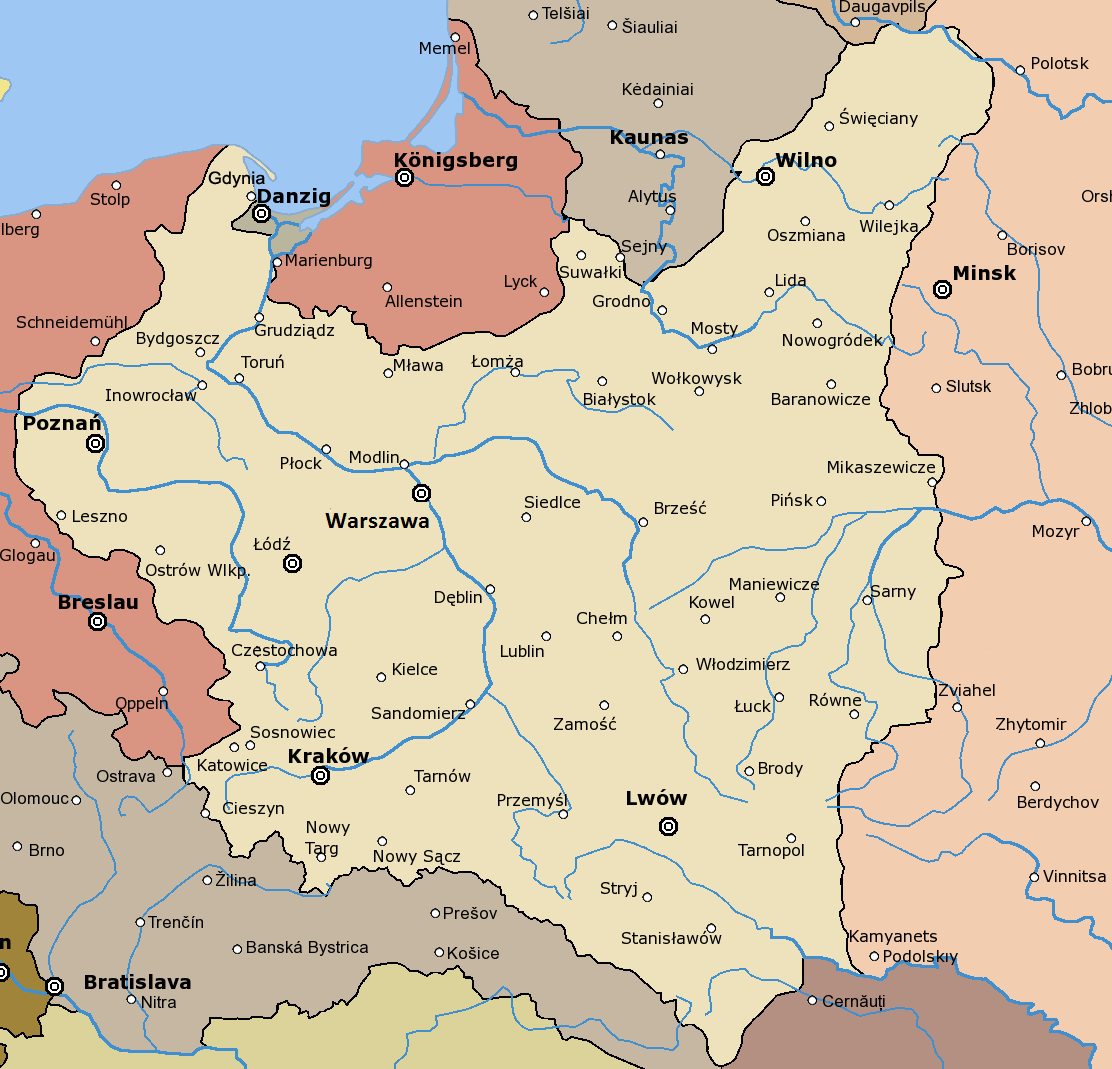
Ostateczny kształt zachodniej granicy II RP

Front Przeciwniemiecki – umowna nazwa grupy frontów, utworzonych na wypadek inwazji wojsk niemieckich, dyrektywą Wodza Naczelnego gen. Józefa Piłsudskiego z 22 maja 1919.

## Geneza i zadania
Wraz ze wzrostem napięcia w stosunkach polsko-niemieckich rosło zagrożenie starcia zbrojnego. Potwierdzała to koncentracja wojsk niemieckich koło Torunia i na Górnym Śląsku, szacowana na 300 tysięcy żołnierzy. Polskie Naczelne Dowództwo przewidywało silne uderzenie Reichswehry na Wielkopolskę oraz mniejsze na Warszawę i Suwałki. W związku z tym postanowiono przeciwstawić tym siłom 5 wyższych związków operacyjnych (frontów), łącznie zwanych Frontem Przeciwniemieckim, podporządkowanych  ND WP.
Jego zadanie polegało na koordynowaniu działań wojsk polskich od Grodna po Cieszyn. Miały one polegać na aktywnej obronie w myśl ogólnych dyrektyw Naczelnego Dowództwa Wojsk Sprzymierzonych. Zamierzano też uderzyć na Wrocław, Gdańsk i Ełk.

## Rozlokowanie
Poszczególne jednostki podporządkowane frontom w przypadku wybuchu wojny miały mieć następujące położenie:
- Front Litewsko-Białoruski
  - 1 DPLeg. - Grodno
- Front Mazowiecki
  - 6 DSP (część) - Narew
  - 8 DP - Rajgród-Wizna
  - 3 DSP - Modlin
  - DI - Wisła (Wyszogród-Ciechocinek)
- Front Wielkopolski
  - 2 DSW - Wisła-Krzyż Wielkopolski
  - 1 DSW - Puszcza Notecka-Sowin
  - 3 DSW - Sowin-Prosna (Wieruszów)
  - grupa odwodowa gen. Konarzewskiego
- Front Południowo-Zachodni
  - 1 psb - Wieluń
  - 7 DP - Starokrzepice-Myszków
  - 2 DSP - Koziegłowy-Wisła
  - 6 DP - Przemsza-Strumień

W odwodzie znajdowały się:
- 1 DSP
- grupa gen. Karnickiego
  - 7 DSP
  - 6 DSP (część)
  - 1 pcz

28 czerwca 1919 siły te liczyły 156 tysięcy oficerów i żołnierzy.
Mimo licznych incydentów zbrojnych, do wybuchu wojny polsko-niemieckiej nie doszło. 23 marca 1920 wszystkie fronty rozwiązano, lecz pierwsze jednostki na wschód zaczęto wysyłać już latem 1919 (8, 6 DP, 1 DSW).